# Regina Vater
Regina Maria da Motta Vater (Rio de Janeiro, 1943), ou simplesmente Regina Vater, é uma desenhista, pintora, artista plástica e fotógrafa brasileira.

## Biografia
Vater nasceu em 1943, na cidade do Rio de Janeiro. A partir de 1958 estuda desenho e pintura com Frank Schaeffer, até o ano de 1962, e daí com Iberê Camargo até 1965. Durante essa época ela também estudou na Faculdade de Arquitetura e Urbanismo da Universidade Federal do Rio de Janeiro, porém não chegou a concluir sua graduação. Em 1964, mesmo ano em que cessou seus estudos na universidade, realizou sua primeira exposição individual, na Galeria Alpendre. Em 1970 se mudou para São Paulo, onde trabalhou como assistente de direção de agências de publicidade. No ano de 1972, através de um prêmio da União Nacional de Arte Moderna, viajou para Nova York, onde trabalhou com o artista Hélio Oiticica e estudou serigrafia no Instituto Pratt.
No ano de 1974 vai morar em Paris, onde realiza um registro fotográfico dos atores da companhia de Ruth Escobar. Vater retorna ao Brasil no final da década de 1970, quando realiza um curso de super-8 na Escola Griffe, na cidade de São Paulo. Em 1980, como bolsista da Fundação Guggenheim, Vater volta para Nova York.
É casada com o artista Bill Lundberg e mora em Austin, Texas.

## Exposições
Individuais
- 1964: Exposição de estréia, Galeria Alpendre;[5]
- 2017: Oxalá que Dê Bom Tempo, Museu de Arte Contemporânea de Niterói.[2]

Coletivas
- 1976: 37ª Bienal de Veneza;[6]
- 2019: "Manjar", Solar dos Abacaxis.[7]

## Colecções Permanentes
As suas obras estão presentes em colecções de vários museus, nomeadamente: 
- National Library of France, Paris, França
- Museu Nacional de Belas Artes, Rio de Janeiro, Brasil[9]
- Museu de Arte Moderna de São Paulo, Brasil[10]
- The Nelson A. Rockefeller Center for Latin American Art, San Antonio, Texas
- The Blanton Museum of the University of Texas, Austin, Texas
- The Ruth and Marvin Sackner Visual Poetry Archives, Miami, Florida